# リアム・ギャラガー & ジョン・スクワイア
『リアム・ギャラガー & ジョン・スクワイア』(英名：Liam_Gallagher_John_Squire) は、2024年3月1日に発売されたイギリスのシンガーソングライター、リアム・ギャラガーとイギリスのギタリスト、ジョン・スクワイアのアルバムである。
リアムは、2023年12月末にジョン・スクワイアとのコラボ作品を発表することを発表。ジョン・スクワイアはオアシス時代からリアムのツアーにゲストとして何度か参加しており、ネブワース・パーク公演では、「シャンペン・スーパーノヴァ」のクライマックス・パフォーマンスを披露していた。
1月5日にファースト・シングルの「Just Another Rainbow」の配信が開始され、全英シングルチャートにおいて最高16位を獲得した。なお、この地点で本アルバムの詳細は、まだ公表されていなかった。
1月26日にセカンド・シングル「Mars to Liverpool」の公開と同時にアルバムの詳細も公表された。
表紙ジャケットの背景色が日本盤と海外盤で異なる。

## 収録曲
All Songs Written by John Squire.
| #         | タイトル                       | 作詞  | 作曲・編曲 | 時間 |
| --------- | ------------------------------ | ----- | ---------- | ---- |
| 1.        | 「Raise Your Hands」           |       |            | 4:20 |
| 2.        | 「Mars To Liverpool」          |       |            | 3:40 |
| 3.        | 「One Day At A Time」          |       |            | 3:43 |
| 4.        | 「I’m A Wheel」                |       |            | 3:46 |
| 5.        | 「Just Another Rainbow」       |       |            | 5:36 |
| 6.        | 「Love You Forever」           |       |            | 3:35 |
| 7.        | 「Make It Up As You Go Along」 |       |            | 2:11 |
| 8.        | 「You’re Not The Only One」    |       |            | 3:56 |
| 9.        | 「I’m So Bored」               |       |            | 4:46 |
| 10.       | 「Mother’s Nature Song」       |       |            | 4:07 |
| 合計時間: | 合計時間:                      | 39:40 |            |      |

## 演奏
- リアム・ギャラガー：Vocals (#All)
- ジョン・スクワイア：Guitars (#All)
- ジョーイ・ワーコナー：Drums (#All)
- グレッグ・カースティン
  - Bass (#All)
  - Percussion (#1.3-8)
  - Piano (#1.8.10)
  - Synthesizers (#1.5)
  - Maestro Rhythm King (#1.4)
  - B-3 Organ, Wurlitzer (#2)
  - Vibraphone (#5)
  - Mellotron (#5.10)